# Pierre-Antoine Dossevi
Pierre-Antoine Dossevi, né le 17 janvier 1952 à Lomé, est un footballeur togolais.
Pierre-Antoine Dossevi est un ailier droit d'une grande rapidité qu'il utilise efficacement pour affoler les défenses adverses. Après s'être révélé au FC Tours, il tente une aventure au Paris SG mais, face à la concurrence, il ne parvient pas à s'y imposer. Alors il décide de retourner à Tours où il y devient un de ses joueurs emblématiques tout en réussissant à accéder à l'élite française en 1980. Avant de découvrir la D1 avec le club tourangeau, il est le co-meilleur buteur de Division 2 lors de l'exercice 1977-1978 avec 23 buts. Il est aussi le meilleur buteur de l'histoire du FC Tours.

## Biographie

### Jeunesse au Togo
Pierre-Antoine Dossevi se considère comme un enfant privilégié dans son pays avec un père trésorier-payeur général à la banque nationale du Togo et une mère institutrice. Il prend sa première licence de footballeur à l’Étoile Filante de Lomé pour pouvoir suivre les pas de deux de ses frères aînés qui évoluent déjà dans cette équipe. Il se fait remarquer tout de suite par sa vitesse qu'il utilise pour échapper à ses adversaires et pour donner des ballons décisifs à ses coéquipiers ainsi que d'inscrire quelques buts,.
Pendant cette période de sa vie, Dossevi est renversé par une voiture et il frôle la mort avec six mois d'hôpital pour une jambe atrophiée que certains médecins veulent couper. Mais un docteur allemand croit possible de lui sauver et il le fait,.

### Formation au FC Tours (1963-1975)
En 1963, la famille vient en France lorsque le père est muté en à Tours à cause de son métier. Pierre-Antoine débarque au Sanitas, cité moderne à l'époque, avec ses huit frères et sa sœur. Le jeune « P-A » continue dans le football dans le grand club de sa nouvelle ville, le FC Tours. En parallèle du ballon rond, il exerce également le judo mais privilégie le « foot ». Alors il gravit tous les échelons des équipes de jeunes à l'intérieur du club tourangeau jusqu'à ce qu'il intègre l'équipe première en DH Centre. Ainsi avec Yvon Jublot comme entraîneur et ses coéquipiers, le togolais fait du FC Tours une équipe qui monte les divisions une à une jusqu'à atteindre la troisième division en 1973.
Lors du championnat de D3 1973-1974, l'originaire de Lomé et le FC Tours créent la surprise en finissant second du groupe Centre-Ouest derrière l'équipe réserve du FC Nantes et comme cette dernière n'a pas le droit d'accéder au niveau professionnel ce sont les tourangeaux qui accèdent en Division 2 pour le prochain championnat.
En découvrant le monde professionnel, Dossevi s'y adapte rapidement au point de réaliser une bonne saison 1974-1975 en accumulant 31 rencontres pour douze buts inscrits, confirmant ses qualités de buteur en plus d'être un sprinteur sur son aile droite. Collectivement le championnat est plus délicat puisque l'équipe tourangelle finit onzième du groupe B.

### Une saison à Paris (1975-1976)
Grâce à sa bonne saison au second échelon français, Pierre-Antoine attire les convoitises de quelques clubs plus huppés que Tours dont le Paris SG. Son entraîneur Just Fontaine se déplace en Indre-et-Loire pour superviser le togolais et il est satisfait de ce qu'il voit au point de lui faire signer un contrat. Dossevi intègre un club de l'élite française où il croise son frère Othniel qui lui quitte le PSG.
Johan Cruyff vient faire une pige au PSG pour le tournoi de Paris. Lors d'une opposition entre l'équipe première et la réserve à l'entraînement, Dossevi et Cruyff joue avec l'équipe réserve. Ils gagnent 6-0, six buts de Pierre-Antoine sur six passes de Cruyff.
Son aventure parisienne commence mal car il ne joue aucune rencontre pendant les six premiers mois car le club parisien n'a pas payé l'indemnité de formation au FC Tours. Au bout du compte, il dispute deux rencontres pour un but toutes compétitions confondues sous les couleurs du PSG lors de l'année 1975-1976 et ces statistiques ne comptent que pour le championnat de D1 où l'équipe parisienne finit au quatorzième rang. Il faut dire qu'en plus des problèmes administratifs que connait le togolais au PSG, il doit s'imposer dans le groupe parisien dont la concurrence d'attaquants comme Mustapha Dahleb ou François M'Pelé est élevée.

### Retour à Tours jusqu'en D1 (1976-1981)
Pendant l'été 1976, la direction du FC Tours vient lui proposer de revenir au sein du club car elle essaye de monter une équipe capable de jouer la montée parmi l'élite. Ainsi il arrive en Indre-et-Loire mais ne parti pas comme un titulaire au sein de l'attaque tourangelle du fait que l'entraîneur Phelipon alterne entre lui et Aimé Rosso pour occuper le troisième poste d'attaquant aux côtés de Thierry Princet et Larbi Othmani. Ainsi l'ancien parisien accumule 21 matchs durant l'exercice 1976-1977 avec dix buts marqués.
Pour le championnat 1977-1978, Pierre-Antoine retrouve sa place au sein de l'attaque tourangelle à la place d'Othmani. Le togolais réalise une bonne saison en jouant 32 rencontres sur les 34 journées de l'exercice mais surtout en inscrivant 23 buts ce qui fait de lui le meilleur buteur de la D2 ex æquo avec le dunkerquois Jean-Claude Garnier. Collectivement Dossevi et ses coéquipiers font un honorable parcours en championnat puisqu'ils atteignent la cinquième place du groupe B. Pendant cette année, le joueur togolais devient international au sein de l'équipe de France de la Police en même temps que son coéquipier Michel Pottier. Les deux compères du FC Tours participent au championnat d'Europe de la Police qui se déroule en Norvège et après la compétition Pierre-Antoine est désigné meilleur attaquant,.
Pendant l'été 1978 les dirigeants tourangeaux font un gros effort dans le recrutement. Avec les arrivées de Ferrigno et Tuybens, Dossevi perd un peu de temps de jeu du fait que l'entraîneur Phelipon alterne entre tous ses attaquants et ainsi le togolais accumule 25 matchs pour sept buts. Avec ses statistiques il est moins décisif que l'exercice précédent puisque le buteur attitré de Tours pendant cette année-là est Ferrigno. Collectivement même renforcé Tours ne peut atteindre la seconde place du groupe B synonyme de participer au barrage d'accession puisqu'il ne finit qu'au quatrième rang du classement.
De nouvelles arrivées apportent un plus à l'effectif tourangeau qui réalise un bon championnat 1979-1980 au point de finir en pole position du groupe A. Après avoir validé leur ticket pour la première division pour la première fois de l'histoire du club, Dossevi et ses coéquipiers essayent de s'adjuger le titre de champion de France de D2 mais ils échouent contre l'AJ Auxerre. Pendant cet exercice Pierre-Antoine inscrit dix buts en 26 matchs.
Après avoir connu plusieurs divisions avec le FC Tours, le togolais foule les pelouses de l'élite française avec son club de toujours. Il participe peu à la seconde moitié du championnat après s'être cassé une jambe durant un entraînement lors d'un choc avec son coéquipier Patrice Augustin ce qui l'amène à ne totaliser que 21 rencontres pour un but à la fin de la saison,.
Pendant l'été 1981, la direction du club lui fait comprendre qu'elle ne compte plus sur lui et qu'il doit quitter pour de bon le club où il a tout connu. Dossevi reçoit plusieurs offres intéressantes de clubs de D2 et il opte pour l'USL Dunkerque,.

### Fin à Dunkerque puis Bourges (1981-1984)
Et là l'ancien tourangeau revit en accumulant 29 matchs en championnat pour neuf buts mais, collectivement, Dunkerque joue plus pour son maintien que pour les premières places du groupe B. La saison 1982-1983 est plus réussie pour Pierre-Antoine et son équipe qui font un bon championnat en le terminant à la cinquième position du groupe B.
Après deux ans dans le Nord, le togolais décide de rallier la Division 3 afin de signer un contrat en faveur du FC Bourges. Après avoir classé sa nouvelle équipe au onzième rang du groupe Centre à la fin de la saison 1983-1984, l'ancien Tourangeau prend la décision de mettre un terme définitif à sa carrière à 32 ans.

### Reconversion
Aussitôt l'arrêt de sa carrière, Dossevi revient à Tours pour aider Serge Besnard au centre de formation tourangeau. Ensuite il ouvre un bar à Tours mais, n'étant pas du métier, c'est un échec,.
Il retourne à Lomé au Togo pour entraîner un club de sa ville natale, aide l'équipe nationale avant de s'occuper des Juniors. 
Ensuite il retourne en Touraine.

## Famille de sportifs
Sur les neuf enfants de la famille Dossevi, les huit garçons jouent au football à un bon niveau et deux sont professionnels : Othniel et Pierre-Antoine.
Pierre-Antoine Dossevi donne naissance à Thomas et Matthieu, aussi footballeurs professionnels. Ses neveu et nièce Damiel et Narayane Dossevi, enfants d'Othniel, sont eux athlètes de haut-niveau.

## Statistiques
Ce tableau présente les statistiques de Pierre-Antoine Dossevi,.
| Saison                | Club                  | Championnat           | Championnat | Championnat | Coupe(s) nationale(s) | Coupe(s) nationale(s) | Total | Total |
| Saison                | Club                  | Division              | M.          | B.          | M.                    | B.                    | M.    | B.    |
| 1973-1974             | FC Tours              | D3                    | -           | -           | 3                     | 2                     | 3     | 2     |
| 1974-1975             | FC Tours              | D2                    | 31          | 12          | 1                     | 0                     | 32    | 12    |
| Sous-total            | Sous-total            | Sous-total            | 31          | 12          | 4                     | 2                     | 35    | 14    |
| 1975-1976             | Paris SG              | D1                    | 2           | 1           | -                     | -                     | 2     | 1     |
| 1976-1977             | FC Tours              | D2                    | 21          | 10          | 1                     | 0                     | 22    | 10    |
| 1977-1978             | FC Tours              | D2                    | 32          | 23          | 5                     | 4                     | 37    | 27    |
| 1978-1979             | FC Tours              | D2                    | 25          | 7           | 1                     | 0                     | 26    | 7     |
| 1979-1980             | FC Tours              | D2                    | 26          | 10          | 4                     | 5                     | 30    | 15    |
| 1980-1981             | FC Tours              | D1                    | 21          | 1           | 1                     | 1                     | 22    | 2     |
| Sous-total            | Sous-total            | Sous-total            | 125         | 51          | 12                    | 10                    | 137   | 61    |
| 1981-1982             | USL Dunkerque         | D2                    | 29          | 9           | 3                     | 1                     | 32    | 10    |
| 1982-1983             | USL Dunkerque         | D2                    | 28          | 4           | -                     | -                     | 28    | 4     |
| Sous-total            | Sous-total            | Sous-total            | 57          | 13          | 3                     | 1                     | 60    | 14    |
| 1983-1984             | FC Bourges            | D3                    | -           | -           | -                     | -                     | 0     | 0     |
| Total sur la carrière | Total sur la carrière | Total sur la carrière | 215         | 77          | 19                    | 13                    | 234   | 90    |

## Palmarès
Championnat de France D2
- Champion en 1980
- Co-meilleur buteur du groupe B en 1978